# Marian Szczerba

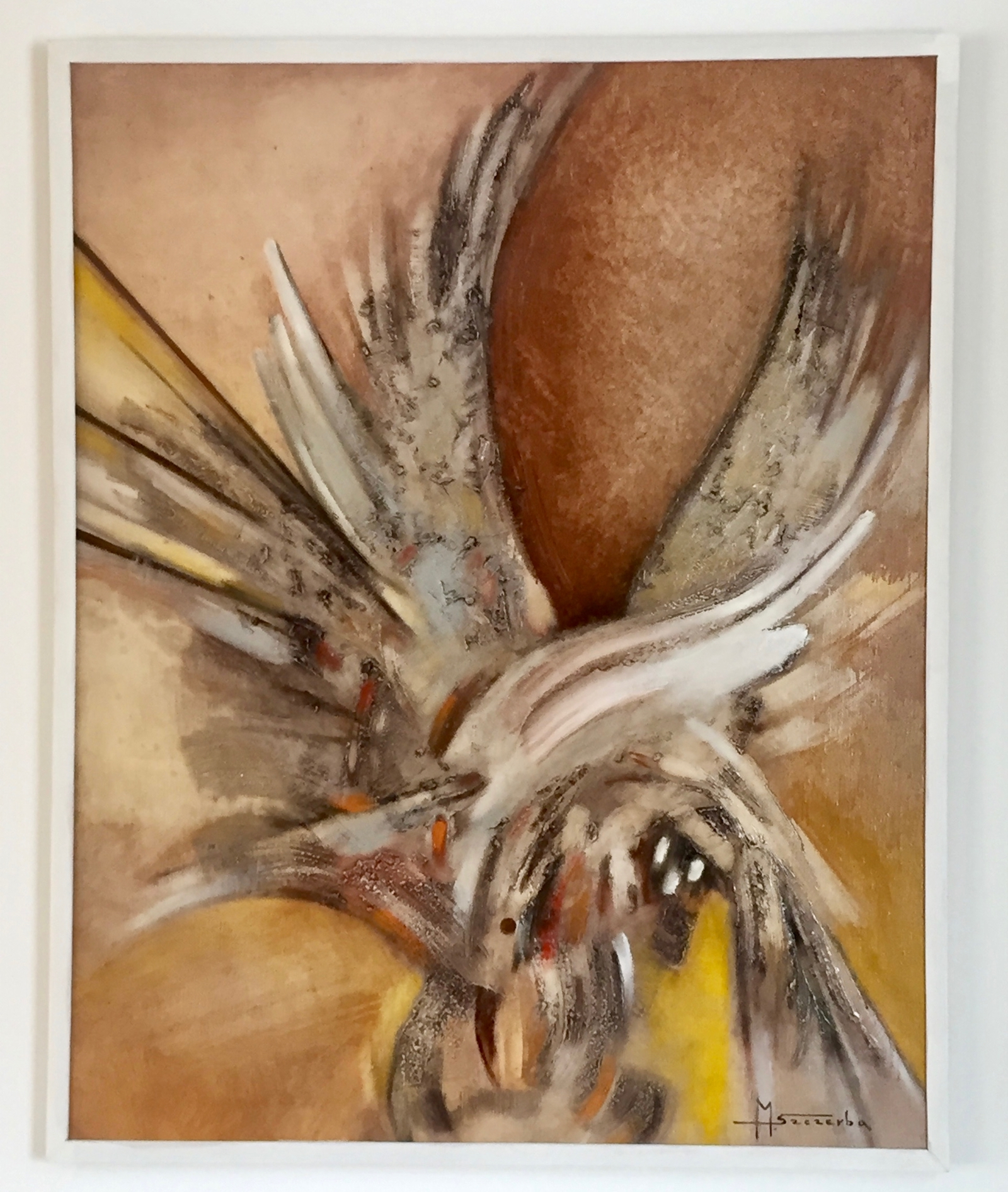
Marian Szczerba "Kompozycja ptaków" (olej, 100x80, 1990; zbiory prywatne)

Marian Szczerba (ur. 6 października 1929 w Ząbkowicach Będzińskich) – polski artysta malarz, członek ZPAP. Mieszka w Opolu.

## Życiorys
Urodził się w rodzinie robotniczej jako syn Stanisława i Walerii z Korpasów. Naukę rozpoczął w 1936 w Ząbkowicach. W kwietniu 1939 rodzice przenieśli się z Zagłębia Dąbrowskiego do Kamienia Nowego koło Sandomierza. 1 września 1939 zastał ich tu wybuch II wojny światowej. W 1943 ukończył szkołę podstawową w Kamieniu Nowym, uzupełniając zaległości szkolne na tajnych kompletach.  W tym czasie zaczął pobierać pierwsze lekcje rysunku i malarstwa u artysty malarza, który prowadził sklep z obrazami w Sandomierzu. Po zakończeniu wojny w 1945 i po powrocie ojca z Niemiec, wrócił z rodzicami do Ząbkowic. Od września 1945 przez dwa lata uczęszczał do gimnazjum o przyspieszonym kursie w Będzinie. W 1947 przeniósł się do nowo powstałego Liceum Sztuk Plastycznych w Katowicach. Po ukończeniu nauki w 1949 rozpoczął studia na Akademii Sztuk Pięknych w Krakowie, na Wydziale Scenografii. Po pierwszym semestrze przeniósł się na Wydział Malarstwa, gdzie studiował w pracowni prof. Wojciecha Weissa, a następnie w pracowni prof. Adama Marczyńskiego. W czasie trwania studiów otrzymywał nagrody i wyróżnienia za prace malarskie. Po uzyskaniu absolutorium na Wydziale Malarstwa w 1954 i otrzymaniu stypendium osiedleńczego przeniósł się do Opola, gdzie pracował nad ukończeniem pracy dyplomowej. 1 czerwca 1955 otrzymał dyplom ukończenia Akademii Sztuk Pięknych w Krakowie na Wydziale Malarstwa. W tym samym roku rozpoczął pracę w Ognisku Plastycznym w Opolu jako nauczyciel malarstwa i rysunku. W sierpniu 1956 został członkiem Związku Polskich Artystów Plastyków w Opolu. W 1959 z Ogniska Plastycznego w Opolu przeniósł się do nowo powstałego Liceum Sztuk Plastycznych, w którym pracował jako nauczyciel rysunku i malarstwa (1959-1986), a w latach 1970-1977 pełnił dodatkowo funkcję zastępcy dyrektora. 
W poszukiwaniu interesujących tematów artysta odbył wiele podróży artystycznych m.in. po Grecji, Italii, Hiszpanii, dawnej Jugosławii, Rosji, Francji, Niemczech, Szwajcarii, Egipcie, Libanie, Turcji i Azji Centralnej. W 1986 roku przeszedł na emeryturę. Tworzy i mieszka w Opolu.

## Wystawy
Do chwili ukończenia studiów Marian Szczerba bierze aktywny udział w licznych wystawach okręgowych, ogólnopolskich i zagranicznych m.in. w Czechach, Niemczech, Rosji, Jugosławii, Finlandii, Bułgarii, Hiszpanii oraz na Węgrzech. Miał również wiele wystaw indywidualnych m.in. w Warszawie, Krakowie, Katowicach i Opolu. Prace artysty znajdują się w muzeach i w zbiorach prywatnych w kraju i za granicą m.in. w Anglii, Belgii, Francji, Bułgarii, Niemczech, Kanadzie, Rosji, Szwecji i Stanach Zjednoczonych.

## Nagrody i wyróżnienia
Marian Szczerba jest laureatem wielu nagród i wyróżnień krajowych i zagranicznych m.in.:
- I nagrody w konkursie plastycznym „II Wiosny Opolskiej” (1962),
- Wojewódzkiej Nagrody Artystycznej (1965),
- nagrody wojewody lubelskiego na wystawie „Przeciw wojnie” (1966),
- Miejskiej Nagrody Artystycznej Opola (1972),
- I nagrody w konkursie „Współczesny portret Opolszczyzny” (1977),
- nagrody miasta Dąbrowy Górniczej,
- I nagrody na Biennale Sztuk Pięknych „Ars” (1991),
- nagrody TPO na Salonie Jesiennym 2004.

### Odznaczenia
Za działalność artystyczną i pedagogiczną otrzymał odznaczenia państwowe i resortowe m.in. 
- Krzyż Kawalerski Orderu Odrodzenia Polski,
- Złoty Krzyż Zasługi,
- Medal Komisji Edukacji Narodowej[2],
- Brązowy Medal „Zasłużony Kulturze Gloria Artis” (2019)[3].